# جيمي هاميل
جيمي هاميل (بالإنجليزية: Jamie Hamill)‏ (29 يوليو 1986 في المملكة المتحدة - ) هو لاعب كرة قدم إسكتلندي في مركز الوسط. شارك مع منتخب إسكتلندا تحت 21 سنة لكرة القدم. أما مع النوادي، فقد لعب مع نادي كيلمارنوك وهارت أوف ميدلوثيان.

## وصلات خارجية
- جيمي هاميل على موقع قاعدة بيانات كرة القدم.إي يو (الإنجليزية)
- جيمي هاميل على موقع Soccerbase.com (لاعب) (الإنجليزية)
- جيمي هاميل على موقع Soccerway.com (الإنجليزية)
- جيمي هاميل على موقع عالم كرة القدم.نت (الإنجليزية)